# Holzwolle

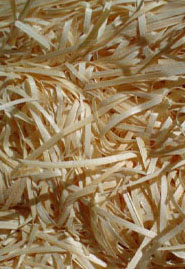
Holzwolle

Holzwolle ist ein mechanisch hergestellter multifunktionaler Holzwerkstoff in Form von feinen und bis zu 500 mm langen, elastischen, quasi staubfreien losen und naturbelassenen Holzwollefäden, die im Gegensatz zu Holzspänen weitgehend splitterfrei sind. Diese werden aus entrindeten und – je nach Verwendung – bis auf 13 % Holzfeuchte luftgetrockneten Laub- und Nadelhölzern hergestellt.
Als Holzwolle wurden bereits vor der Verbreitung dieses Holzwerkstoffes in Europa in den 1880er Jahren zwei Produkte bezeichnet:
- 1855 zeigte der Franzose Eduard Guichard auf der Weltausstellung in Paris seine laine de bois (französisch für „Holzwolle“) als kostengünstigen Ersatz der Scheerflocken (Abfallprodukte des Tuchscherers) zur Herstellung von Tapeten.
- 1883 beschrieb der Chirurg Gustav Adolf Walcher (1856–1935) in seiner Dissertation den aus Holzfasern hergestellten antiseptischen Wundverband als Sublimat-Holzwolleverband.

Heute wird Holzwolle als Werkstoff in verschiedensten Anwendungsbereichen eingesetzt. Problematisch ist, dass die Holzwolle in den statistischen Erhebungen nicht als eigenständiges Produkt erfasst wird und sich die Produktion der Holzwolle somit in den relevanten Handelsstatistiken weder mengen- noch wertmäßig darstellen lässt. Die Holzwolle ist aber keineswegs – wie bei dieser Klassifikation mangels Kenntnis angenommen wird – ein «Restprodukt».
Bis im Jahr 2004 war Holzwolle unter der DIN-Norm 4077 erfasst. Nach dem Zweiten Weltkrieg fanden sich die Holzwolleproduzenten insbesondere in einem ihrer wichtigsten Absatzmärkte – Matratzen und Verpackungen – in einem Verdrängungswettbewerb mit Kunststoffherstellern und deren Alternativen. In Folge stellten immer mehr Holzwolleproduzenten ihren Betrieb ein, es wurden sogar Branchenverbände aufgelöst und schließlich die DIN-Norm 2004 außer Kraft gesetzt.
Heute gibt es in der Schweiz bspw. den Schweizer Holzwolle Standard zur Qualitätssicherung.

## Herstellung

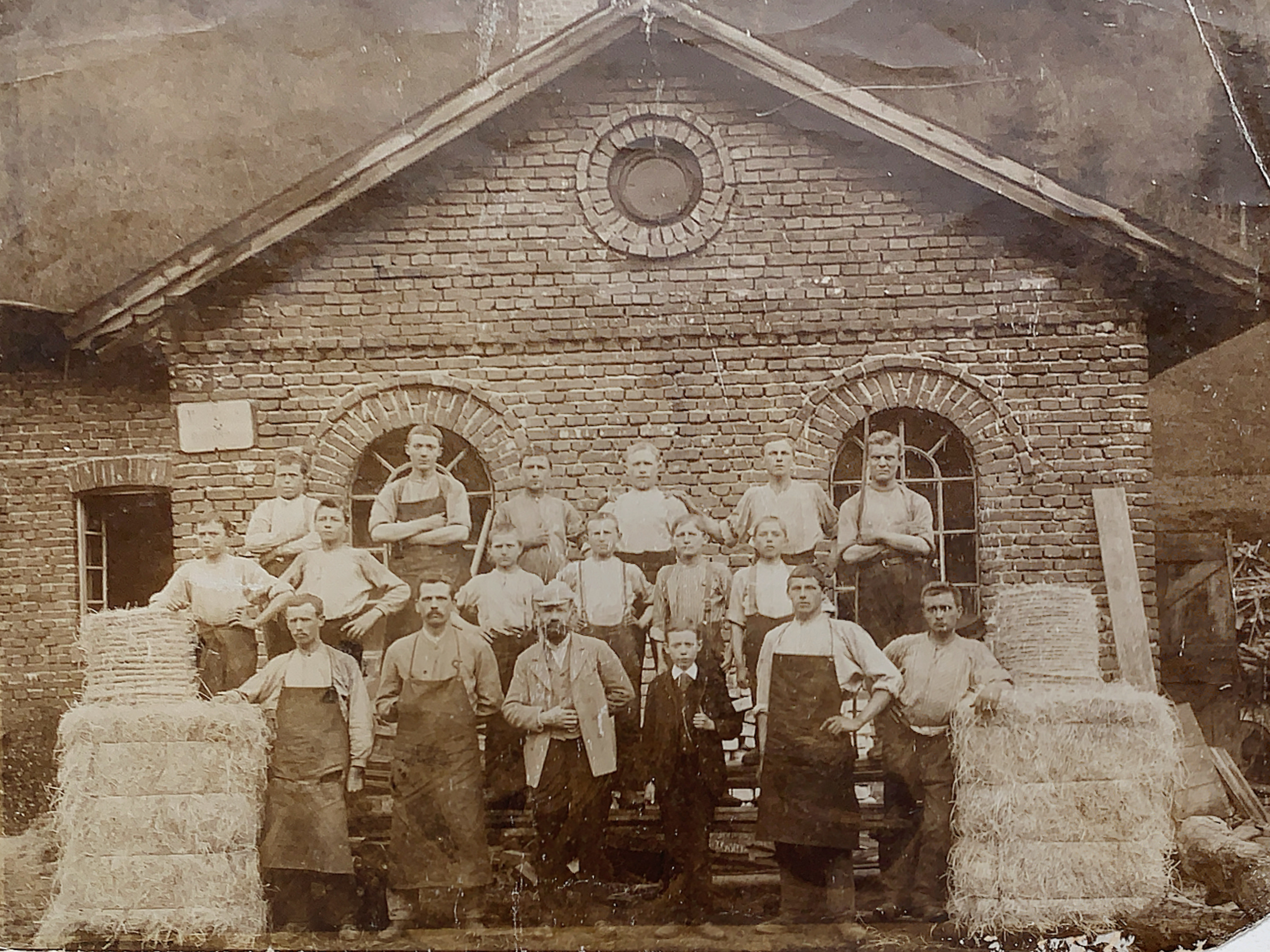
Holzwollefabrik Offermann um 1896

Naturbelassene lose Holzwolle wird seit den 1840er Jahren in den USA und seit den 1880er Jahren auch in Europa mit Hilfe von Holzwollemaschinen produziert. Diese gehören zu der Kategorie der Hobelmaschinen.
Um die von Baumart zu Baumart unterschiedlichen biologischen, chemischen und physikalischen Eigenschaften voll nutzen zu können, wird heute in der modernen Holzwolletechnologie für jeden Verwendungszweck nach der bestmöglichen Rezeptur gesucht, d. h. die einzelnen „Holzwollen“ unterscheiden sich – äußerlich kaum sichtbar – durch den verwendeten Holzmix und die gewählte Dimension der einzelnen Fäden bezüglich Länge, Breite und Dicke.

## Anwendungsbereiche der Holzwolle als Werkstoff
Historische Verwendung
Holzwolle wird heutzutage als nachhaltiger und multifunktionaler Werkstoff in fast allen Wirtschaftszweigen für anspruchsvolle Problemlösungen und Produkte verwendet. Dabei darf nicht vergessen werden, dass Holzwolle schon seit Jahrhunderten eingesetzt wird (s. oben der Name Holzwolle tauchte zuerst Mitte 17. JH auf) und damit einer der traditionsreichsten Werkstoffe ist. So wurde Holzwolle u. a. medizinisch als antiseptischer Verbandsstoff und sogar als Damenbinde verwendet. Auch in der Textilbranche fand die Holzwolle Verwendung, wo sie zur Herstellung von Garn verwendet wurde. Als loses Verpackungsmaterial – heute der wohl bekannteste Anwendungsbereich der Holzwolle – wurde sie erstmals in den 1840er Jahren in den USA unter der Bezeichnung «Excelsior» verwendet.
Tierhygiene in der Landwirtschaft
In der Tierhygiene findet Holzwolle als Euterwolle Verwendung. Ein Anwendungsbereich ist der Einsatz zur Euterreinigung und Melkvorbereitung von Milchvieh. Es ist erwiesen, dass die taktilen Reize der Holzwolle die Euter des Milchviehs besser stimulieren als Papier, und so die Gesamtmelkzeit verringern.
Verpackungsmaterial
Lose Holzwolle wird zum Verpacken, Schützen, Dekorieren oder Füllen und die Logistik empfindlicher Produkte und Lebensmittel eingesetzt.
Feuer
Holzwolle wird in gepresster Form mit Wachs versetzt als Kamin- und Grillanzünder angeboten.
In der Brandprüfung z. B. von Dachbauteilen nach DIN CEN/TS 1187 bzw. DIN EN 13501-5 werden beim Verfahren „Broof t1“ 600 g Holzwolle als Brandsatz für die Prüfung verwendet.
Am Sächseläuten – ein traditionsreicher Feiertag der Stadt Zürich – wird jährlich der «Böögg» verbrannt. Das ist eine große Figur in Form eines Schneemannes, gefüllt mit Holzwolle als Stopf- und Brennmaterial.
Bau und Architektur
Wenn Holzwolle mit einem Verbundstoff wie Magnesit (Magnesiumcarbonat) gebunden und konserviert wird, spricht man von „Holzwolleplatten“ oder, genauer, Holzwolle-Leichtbauplatten. (Regionale Bezeichnung „Sauerkrautplatten“, Heraklith-Platten). Diese werden als Dämmstoff zur Wärme- und Schalldämmung in Wand und Decke verwendet. Sie sind ökologisch empfehlenswert, da sie keine künstlichen Bindemittel oder Schadstoffe enthalten.
Holzwolle findet auch in der Hang- und Ufersicherung einen Anwendungsbereich. Einerseits gibt es Erosionsschutzmatten (Holzwollevliese), diese sind Steppverbindungen aus Holzwolle mit verschiedenen Holzarten. Die Erosionsschutzmatten werden nach dem Verlegen am Hang begrünt, denn eine stabile Vegetation mit einem starken Wurzelwerk leistet den wichtigsten Schutz, um Rutschungen an neu erstellen Böschungen zu vermeiden. Weiter können Holzwolle-Faschinen (Howolis Q-Faschinen) zur Ufersicherung verwendet werden. Die Holzwolle erzielt dabei selbst unter rauen Bedingungen positive Ergebnisse, sofern auch der Einbau der Faschinen sowie die Begrünung auf das Gelände abgestimmt sind. Eine neue Studie der Fachhochschule Graubünden bestätigt dies.
Holzwolle wird auch zum Snowfarming eingesetzt. Snowfarming meint das Aufschütten und Zudecken von Schneehaufen am Ende der Saison, um diesen Schnee auch im kommenden Winter noch verwenden zu können. Die Holzwolle wird dabei zu einem Holzwolle-Vlies namens Howolis gewoben, welche in Kombination mit einem Gletscher-Schutzvlies als isolierendes Abdeckmaterial für den Schneehaufen dient. Eine neue Studie der Fachhochschule Graubünden, die in Engelberg auf 1000 m. ü. M. durchgeführt wurde, bestätigt die Eignung der Holzwolle in diesem Kontext: der Volumenverlust des Schneehaufens betrug weniger als 10 % – zudem wurde mit Howolis eine rund 97 % geringere Menge an Festholz pro Kubikmeter Schnee verwendet. Als Beispiel sei weiter auf den Skiorts Livigno in Italien hingewiesen.